# Kurfürstenstrasse
Ej att förväxla med Kurfürstendamm. Artikeln behandlar gatan i stadsdelen Tiergarten i Berlin. För tunnelbanestationen, se Kurfürstenstrasse (Berlins tunnelbana). Gator med namnet finns även i stadsdelarna Hermsdorf, Lankwitz och Mariendorf.

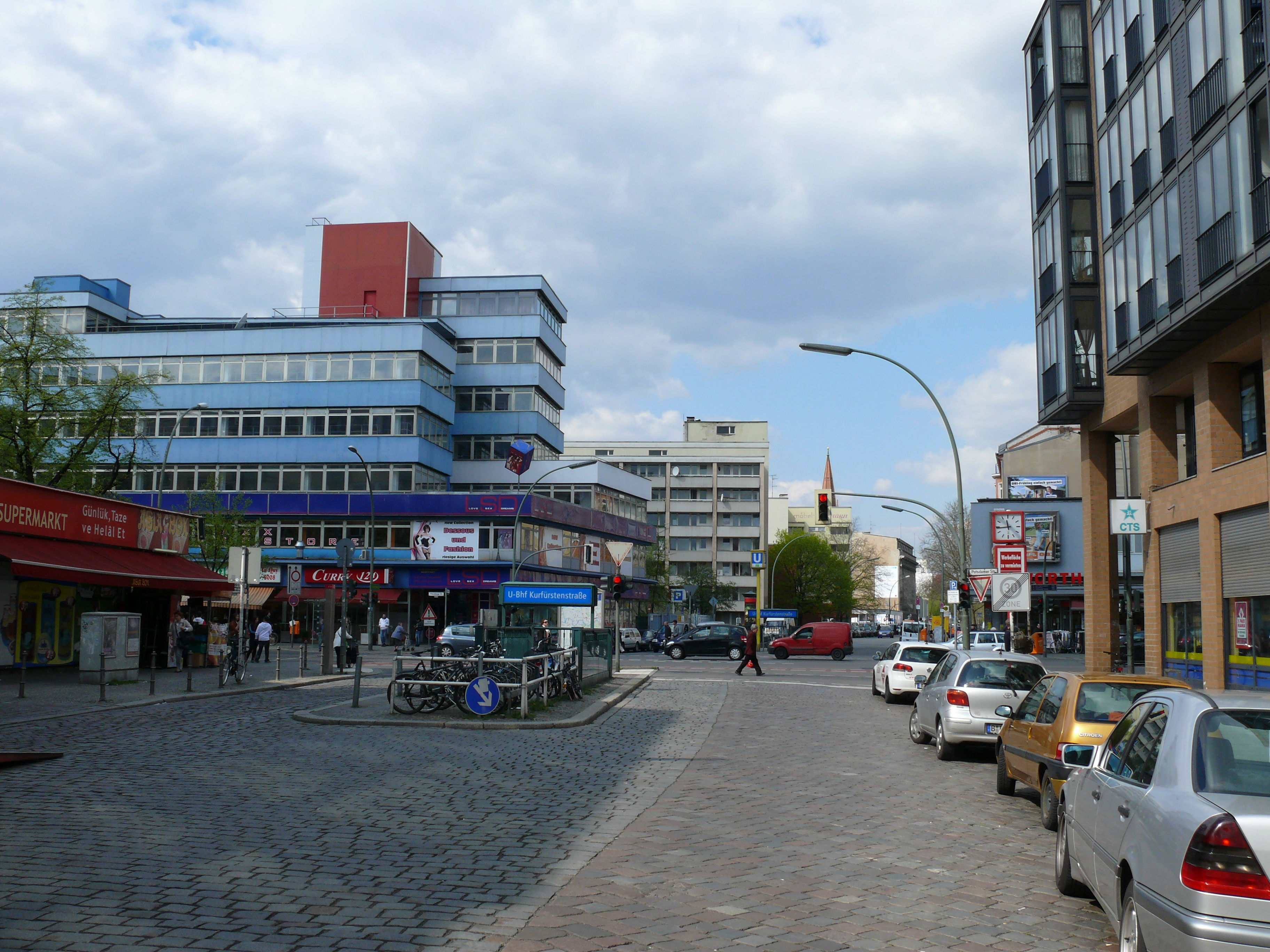
Kurfürstenstrasse vid korsningen med Potsdamer Strasse och tunnelbanestationen.

Kurfürstenstrasse (tysk stavning: Kurfürstenstraße) är en omkring 2 kilometer lång gata i centrala Berlin som går i öst-västlig riktning genom stadsdelen Tiergarten, från Olof-Palme-Platz till Dennewitzstrasse. Gatan utgör stadsdelen Tiergartens och stadsdelsområdet Mittes södra gräns mot stadsdelen Schöneberg och stadsdelsområdet Tempelhof-Schöneberg. De äldsta delarna av gatan anlades på 1600-talet och fram till 1863 kallades gatan Mühlenstraße eller Mühlenweg. Detta år döptes den om till minne av de brandenburgska kurfurstarna.
Delar av gatan i området omkring Potsdamer Strasse är sedan 1960-talet kända för omfattande gatuprostitution.

## Kända byggnader
Café Einstein Stammhaus är ett känt café i wienerstil i den tidigare Villa Rossmann på Kurfürstenstrasse 58, som bland annat användes som historisk miljö vid filminspelningen av Inglourious Basterds. I västra änden av gatan vid Olof-Palme-Platz ligger Zoologischer Garten Berlin och i östra änden Park am Gleisdreieck.

## Kommunikationer
Vid korsningen med Potsdamer Strasse ligger tunnelbanestationen Kurfürstenstrasse på linje U1.